# 神紀フェリー
神紀フェリー株式会社（しんきフェリー）は、兵庫県神戸市に本社のあった海運会社である。神戸市と和歌山県白浜町及び海南市を連絡するフェリー航路を運営していた。

## 概要
丸紅、流通海運等の出資によって設立され、新造カーフェリー「紀州」「白浜」の2隻によって、1972年（昭和47年）8月19日に神戸 - 白浜航路の運航を開始した。当初、海南港への寄港を計画していたが、漁業補償の折り合いがつかず、直航での就航となり、翌1973年（昭和48年）8月1日から海南寄港を開始した。1972年10月には第三船の「勝浦」も就航している。
当時、物流の海上ルートとして多数のフェリー航路が開設される中、観光開発を主目的としたことで注目されたが、石油ショックによるコスト増大、不況もあって営業はふるわず、1975年（昭和50年）4月1日、航路を休止し、翌1976年（昭和51年）3月29日には廃止された。
また、丸紅、流通海運には「中国南紀横断フェリー」の計画もあったが、実現せずに終わっている。

## 航路
- 神戸（青木） - 海南 - 白浜

所要時間4時間40分（直航）、6時間（海南寄港）
一日2 - 4往復運航

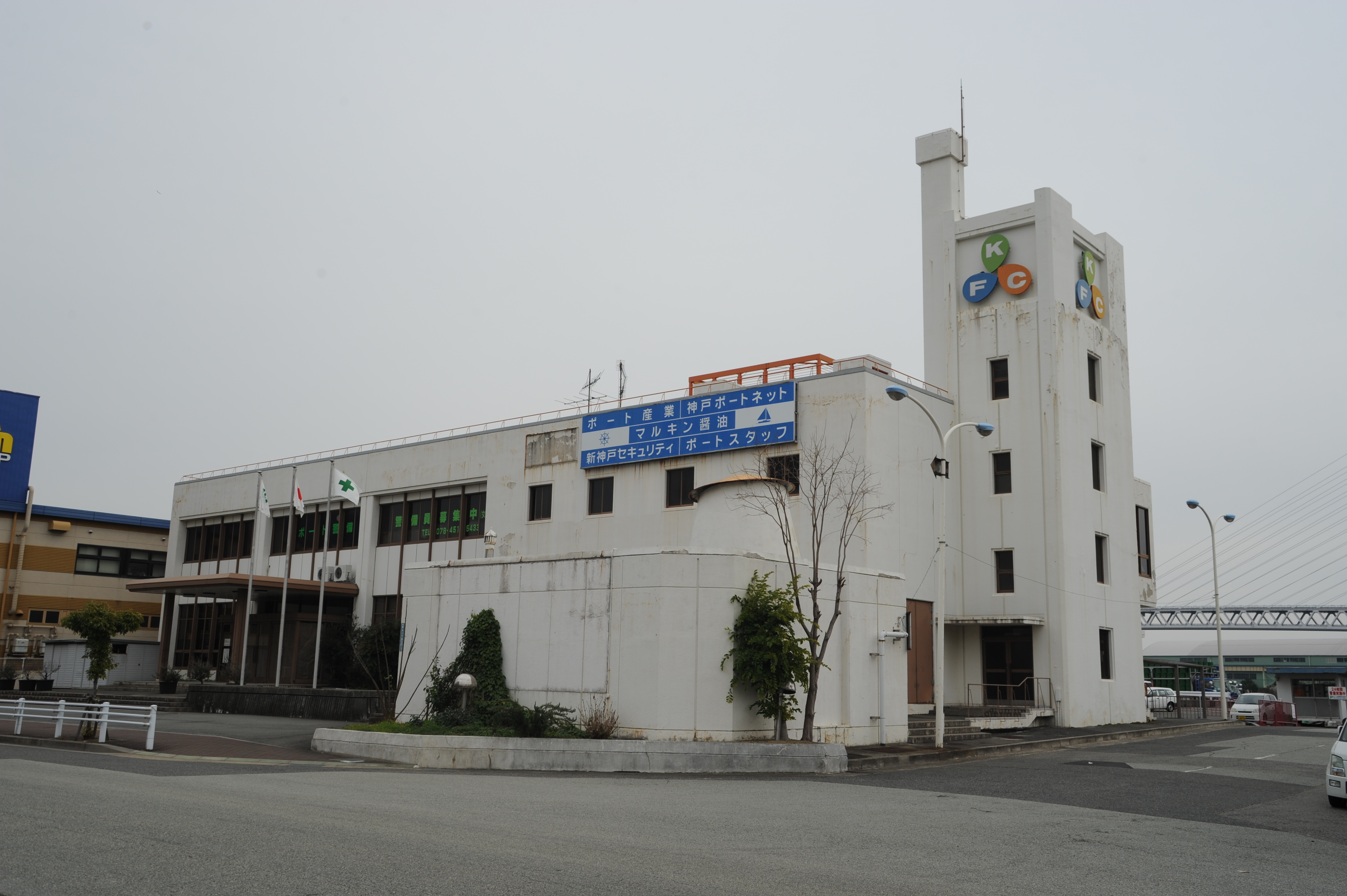
神戸フェリーセンター（2016年）
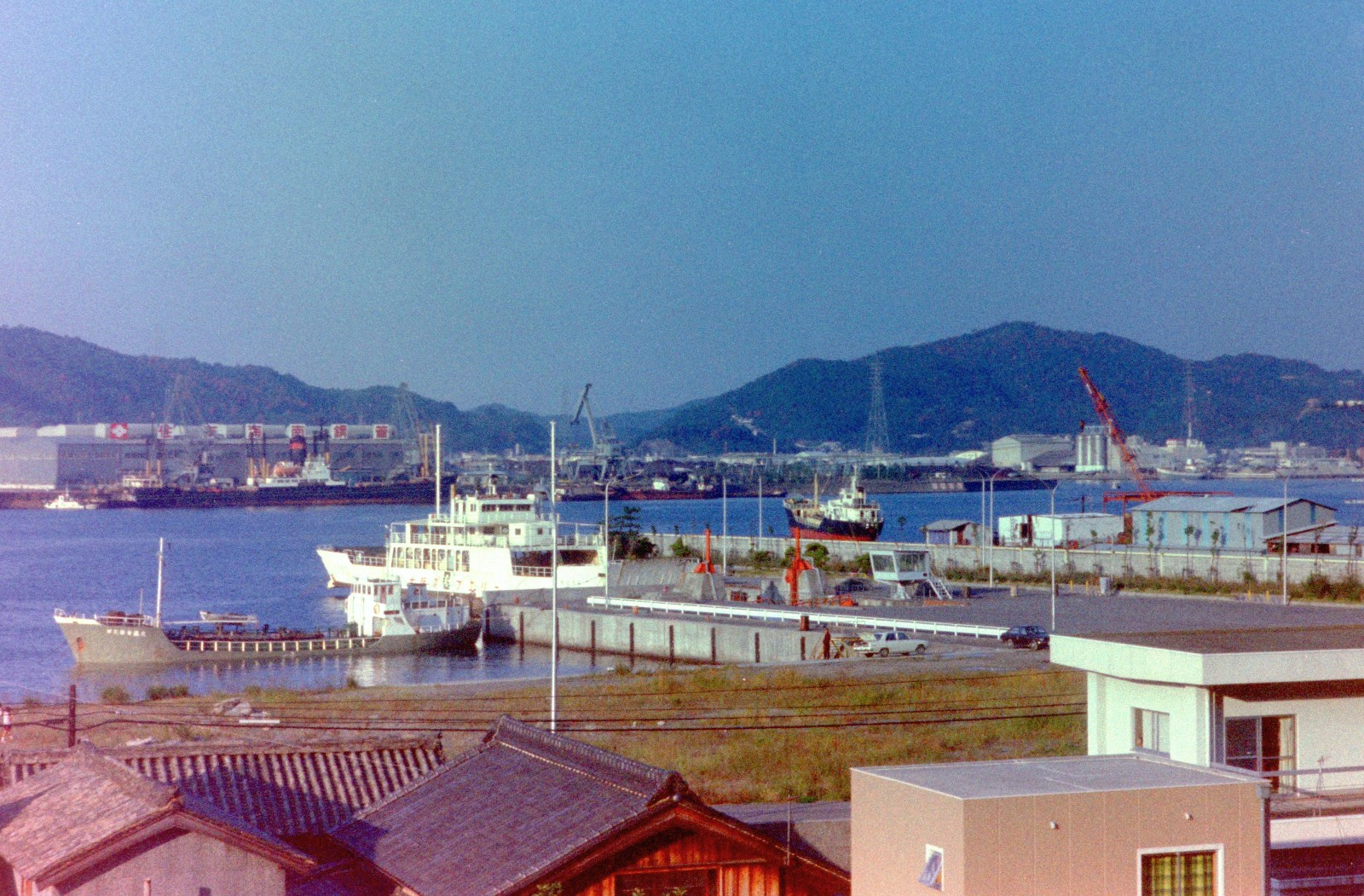
海南フェリー埠頭（1977年）
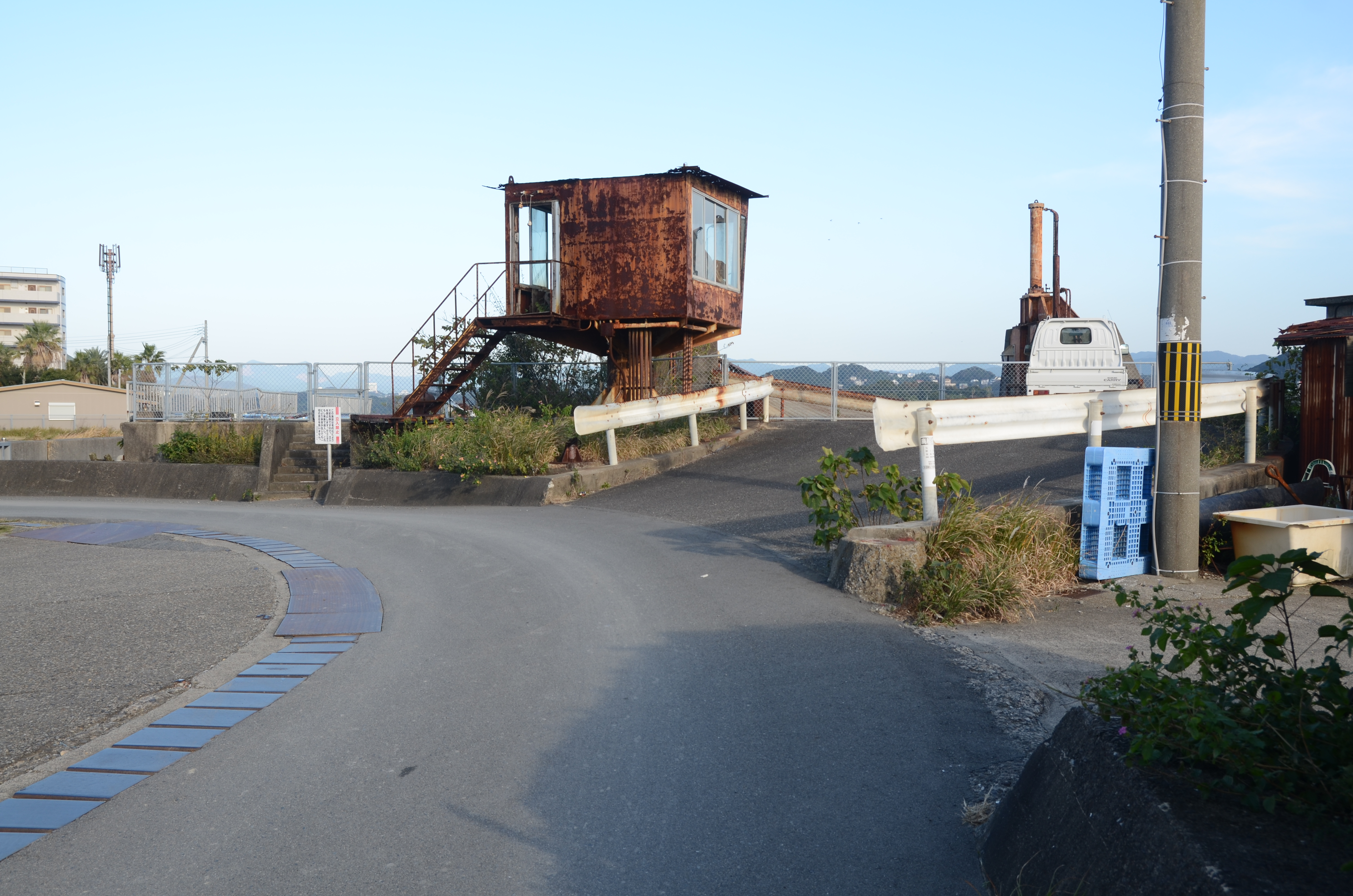
白浜フェリー埠頭（2016年）

## 船舶
- 紀州[7]

1972年6月竣工、大島造船所建造。
2,274.51総トン、全長86.49m、型幅15.00m、型深さ5.40m、ディーゼル4基、機関出力6,400ps、航海速力18.0ノット、旅客定員800名。
1976年日本カーフェリーに売船、「さるびあ」に改名。
- 白浜[8]

1972年6月竣工、大島ドック建造。
2,263.53総トン、全長86.49m、型幅15.00m、型深さ5.40m、ディーゼル4基2軸、機関出力6,400ps、航海速力18.8ノット、旅客定員610名、乗用車30台・トラック22台。
1977年キプロスに海外売船。
- 勝浦[9]

1972年10月9日竣工、大島ドック建造。
2,263.51総トン、全長86.49m、型幅15.00m、型深さ5.40m、ディーゼル4基2軸、機関出力6,400ps、航海速力18.8ノット、旅客定員601名。